# بوسان
کلان‌شهر بوسان یا پوسان یکی از مهم‌ترین و بزرگ‌ترین شهرهای کشور کره جنوبی است. جمعیت این کلان‌شهر در سال ۲۰۰۶ برابر با ۳٬۶۳۵٬۳۸۹ نفر بوده‌است. این شهر دومین شهر پرجمعیت کره جنوبی بعد از سئول (پایتخت کره جنوبی) می‌باشد.

## مترو
متروی بوسان در سال ۱۹۸۵ تأسیس شده و هم‌اکنون دارای ۴ خط و ۱۰۲ ایستگاه می‌باشد.
نحوه صرف-۴۸-ساعت-در-بوسان

## شهرهای خواهر خوانده
بوسان با شهرهای زیادی در دنیا خواهرخوانده می‌باشد. در زیر اسامی شهرها آمده‌است.
- - کائوسیونگ، چین (تایوان) (۱۹۶۶)
- - لس آنجلس، ایالات متحده آمریکا (۱۹۶۷)
- - شیمونوسکی، ژاپن (۱۹۷۶)
- - بارسلونا، اسپانیا (۱۹۸۳)
- - ریو دوژانیرو، برزیل (۱۹۸۵)
- - فوکوکا، ژاپن (۱۹۸۹)
- - ولادی‌وستوک، روسیه (۱۹۹۲)
- - شانگهای، چین (۱۹۹۳)
- - سورابایا، اندونزی (۱۹۹۴)
- - ویکتوریا، استرالیا (۱۹۹۴)
- - هوشی‌مین، ویتنام (۱۹۹۵)
- - تیخوانا، مکزیک (۱۹۹۵)
- - آوکلند، نیوزلند (۱۹۹۶)
- - والپارایزو، شیلی (۱۹۹۹)
- - مونترال، کانادا (۲۰۰۰)
- - کاپه غربی، آفریقای جنوبی(۲۰۰۰)
- - استانبول، ترکیه (۲۰۰۲)
- - دوبی، امارات متحده عربی (۲۰۰۶)
- - پنزا، روسیه (۲۰۰۶)
- - شیکاگو، ایالات متحده آمریکا (۲۰۰۷)
- - مانیل، فیلیپین (۲۰۰۸)
- - وارسیتی شورس، استرالیا (۲۰۰۸)
- - سن پترزبورگ، روسیه (۲۰۰۸)

بندر بوسان با هفت بندر شهرهای زیر نیز خواهر خوانده‌است.
- - ساوتهمپتون، بریتانیای کبیر (۱۹۷۸)
- - سیاتل، واشینگتن، ایالات متحده آمریکا (۱۹۸۱)
- - اوزاکا، ژاپن (۱۹۸۵)
- - روتردام، هلند (۱۹۸۵)
- - نیویورک و نیوجرسی، ایالات متحده آمریکا (۱۹۸۸)

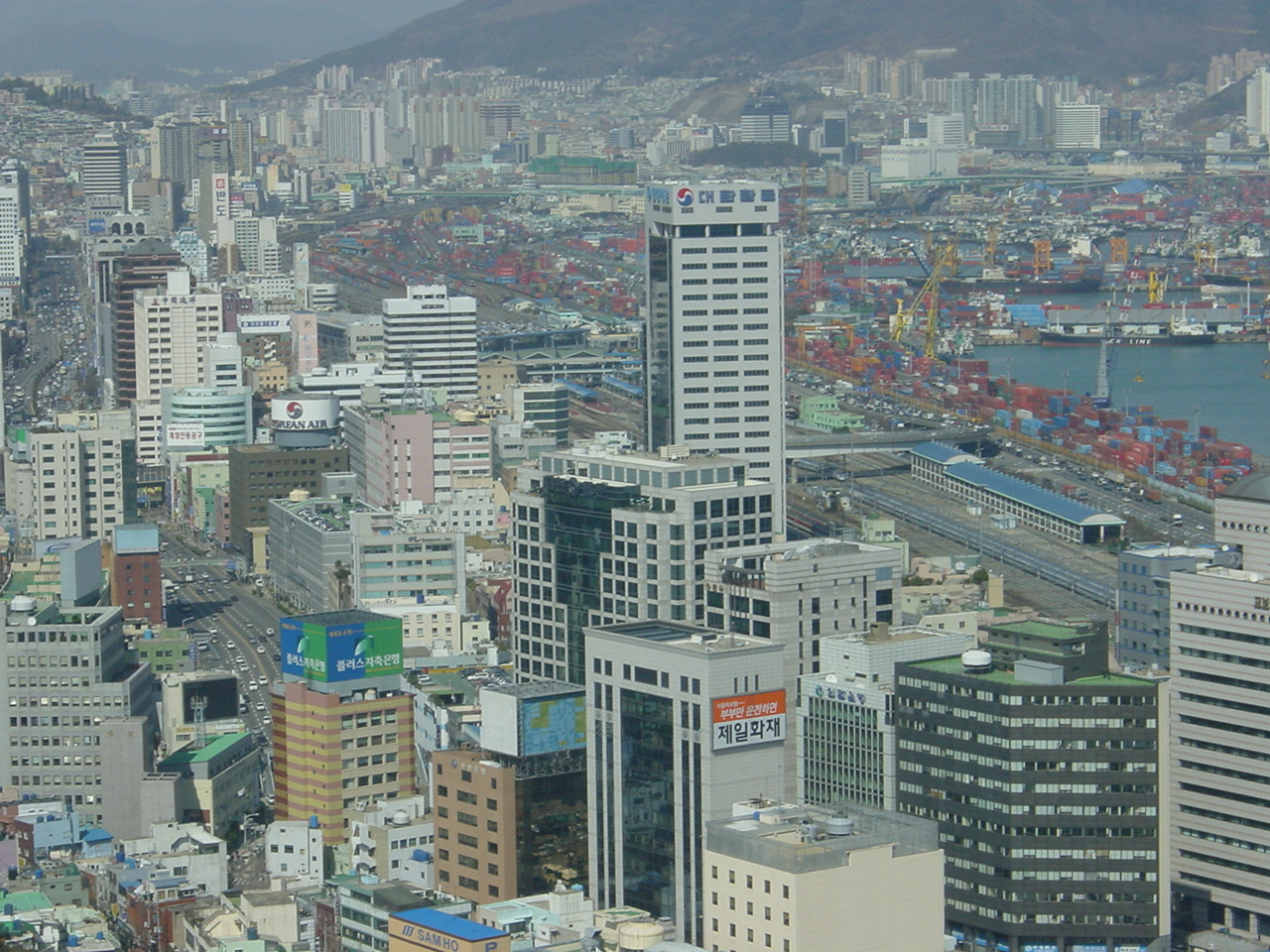
نمایی از شهر بوسان

- - شانگهای، چین (۱۹۹۴)
- - بندرعباس، ایران(۲۰۲۰)